# 瓦利尼乌斯
瓦利尼乌斯是巴西圣保罗州的一个市镇。总面积148.528平方公里，总人口99040人，人口密度666.8人/平方公里。